# Adrian Popa (futbolista nacido en 1990)
Adrian Popa  (Bucarest, Rumania, 7 de abril de 1990) es un famoso futbolista profesional rumano que terminó la temporada 2014 en el Dinamo Bucuresti de la Liga 1 de Rumanía. ha sido seleccionado nacional  en las categorías Sub-16 y Sub-21.

## Trayectoria
Popa comenzó su carrera en el fútbol cuando tenía 9 años en el Dinamo Bucarest. Desde sus inicios demostró destreza con el balón y gracias a su trabajo y dedicación impresionó al entrenador con su talento.  
En el año 2006 jugó 20 partidos oficiales con la selección nacional de Rumania en la categoría Sub-16.
En el año 2007 hasta el 2011 fue cedido en préstamo al FC Snagov Liga 2 de Rumania.
En el año 2011 fue convocado a la Selección Nacional Rumana en la categoría Sub-21, jugando dos partidos oficiales (Eslovaquia-Rumania, Rumania-Eslovaquia) y como reserva para Kazajistán, Letonia.
En vista de su desarrollo como futbolista pasó a jugar en el Concordia Chiajna en la Liga 1 de Rumania en el año 2011 hasta el 2012 como préstamo por parte del Dinamo Bucarest
En el año 2013 fue cedido en préstamo al Universitatea Cluj en la Liga 1 del Fútbol Rumano.
Vuelta al Dinamo
En el año 2014 volvió para jugar en su club de origen destacándose como defensor central.
A principios del 2015 la empresa Consultora de Fútbol Internacional L&M adquiere sus derechos deportivos siendo la Agencia española de promoción de futbolistas Fútbol Man la encargada de su representación.
Actualizado el 21 de enero de 2015